# Chaix
Pour les articles homonymes, voir Chaix (homonymie).
Pour les articles ayant des titres homophones, voir Chai, Chais, Chay, Chet et Chey.
Chaix est une ancienne commune française située dans le département de la Vendée en région Pays de la Loire. Le 1er janvier 2017, elle fusionne avec Auzay pour former la commune nouvelle d'Auchay-sur-Vendée.
Ses habitants sont les Chaisiens.

## Géographie
L’ancien territoire municipal de Chaix s’étend sur 741 hectares. L’altitude moyenne de la commune déléguée est de 18 mètres, avec des niveaux fluctuant entre 2 et 37 mètres,.

## Toponymie
En poitevin, la commune est appelée Chai.

## Histoire
Le 4 octobre 853, les Normands sèment la destruction dans le pays après avoir écrasé à Brillac, commune de Chaix, les troupes de Ramnulf comte de Poitiers et de Raymond comte d'Herbauges
Un arrêté préfectoral du 4 août 2016 entérine la création de la commune nouvelle d'Auchay-sur-Vendée  au 1er janvier 2017. Cette commune naît de la fusion des communes d’Auzay et de Chaix. 

### Héraldique
| Blason | Blasonnement : Écartelé en sautoir : au premier, de sable à la couronne de baron d'or accompagnée de trois croisettes pattées d'argent ; au deuxième, d'argent au chêne arraché de sinople englanté d'or ; au troisième, d'argent au drakkar contourné de gueules, bordé de tampons d'or ; au quatrième, de sinople à la champagne ondée d'argent. |

## Politique et administration

### Liste des maires
| Période                                  | Période          | Identité                | Étiquette | Qualité                    |
| ---------------------------------------- | ---------------- | ----------------------- | --------- | -------------------------- |
| 13 mai 1900                              | Mars 1905        | Armand Robin            |           |                            |
| 19 mars 1905                             | Mai 1908         | Roux Jaumier            |           |                            |
| 17 mai 1908                              | Août 1915        | Auguste Renoux          |           |                            |
| Août 1915                                | Novembre 1923    | François Jaumier Boutin |           |                            |
| 4 novembre 1923                          | Mai 1925         | Jean Roy                |           |                            |
| 17 mai 1925                              | Mai 1929         | Valentin Breillat       |           |                            |
| 19 mai 1929                              | Novembre 1930    | Jules Gauly             |           |                            |
| 2 novembre 1930                          | Avril 1953       | Clovis Martin           |           |                            |
| 26 avril 1953                            | Mars 1983        | Gabriel Girard          |           |                            |
| 19 mars 1983                             | Mars 2001        | Louis Guillemet         |           |                            |
| 16 mars 2001                             | 31 décembre 2016 | Joël Giraud             |           | Retraité de la métallurgie |
| Les données manquantes sont à compléter. |                  |                         |           |                            |

### Liste des maires délégués
| Période                                  | Période     | Identité            | Étiquette | Qualité                               |
| ---------------------------------------- | ----------- | ------------------- | --------- | ------------------------------------- |
| 3 janvier 2017                           | 26 mai 2020 | Joël Giraud         |           | Maire d’Auchay-sur-Vendée (2017-2020) |
| 26 mai 2020                              | En cours    | Pierre-Yves Hidreau |           |                                       |
| Les données manquantes sont à compléter. |             |                     |           |                                       |

## Démographie

### Évolution démographique
L'évolution du nombre d'habitants est connue à travers les recensements de la population effectués dans la commune depuis 1793. À partir du 1er janvier 2009, les populations légales des communes sont publiées annuellement dans le cadre d'un recensement qui repose désormais sur une collecte d'information annuelle, concernant successivement tous les territoires communaux au cours d'une période de cinq ans. 
Pour les communes de moins de 10 000 habitants, une enquête de recensement portant sur toute la population est réalisée tous les cinq ans, les populations légales des années intermédiaires étant quant à elles estimées par interpolation ou extrapolation. Pour la commune, le premier recensement exhaustif entrant dans le cadre du nouveau dispositif a été réalisé en 2004,.
En 2015, la commune comptait 464 habitants, en évolution de +7,16 % par rapport à 2009 (Vendée : +5,7 %, France hors Mayotte : +2,49 %).
| 1793 | 1800 | 1806 | 1821 | 1831 | 1836 | 1841 | 1846 | 1851 |
| ---- | ---- | ---- | ---- | ---- | ---- | ---- | ---- | ---- |
| 450  | 332  | 374  | 400  | 473  | 403  | 434  | 439  | 465  |

| 1856 | 1861 | 1866 | 1872 | 1876 | 1881 | 1886 | 1891 | 1896 |
| ---- | ---- | ---- | ---- | ---- | ---- | ---- | ---- | ---- |
| 449  | 463  | 453  | 439  | 436  | 433  | 436  | 423  | 390  |

| 1901 | 1906 | 1911 | 1921 | 1926 | 1931 | 1936 | 1946 | 1954 |
| ---- | ---- | ---- | ---- | ---- | ---- | ---- | ---- | ---- |
| 415  | 392  | 385  | 311  | 314  | 284  | 283  | 251  | 264  |

| 1962 | 1968 | 1975 | 1982 | 1990 | 1999 | 2004 | 2009 | 2014 |
| ---- | ---- | ---- | ---- | ---- | ---- | ---- | ---- | ---- |
| 260  | 262  | 264  | 322  | 373  | 422  | 409  | 433  | 460  |

### Pyramide des âges
La population de la commune est relativement jeune. Le taux de personnes d'un âge supérieur à 60 ans (18,7 %) est en effet inférieur au taux national (21,6 %) et au taux départemental (25,1 %).
Contrairement aux répartitions nationale et départementale, la population masculine de la commune est supérieure à la population féminine (51,5 % contre 48,4 % au niveau national et 49 % au niveau départemental).
La répartition de la population de la commune par tranches d'âge est, en 2007, la suivante :
- 51,5 % d’hommes (0 à 14 ans = 16,6 %, 15 à 29 ans = 19,3 %, 30 à 44 ans = 19,3 %, 45 à 59 ans = 26,9 %, plus de 60 ans = 18 %) ;
- 48,5 % de femmes (0 à 14 ans = 18,1 %, 15 à 29 ans = 17,1 %, 30 à 44 ans = 18,1 %, 45 à 59 ans = 27,1 %, plus de 60 ans = 19,5 %).

| Hommes | Classe d’âge | Femmes |
| ------ | ------------ | ------ |
| 0,0    | 90 ans ou +  | 0,0    |
| 6,3    | 75 à 89 ans  | 8,1    |
| 11,7   | 60 à 74 ans  | 11,4   |
| 26,9   | 45 à 59 ans  | 27,1   |
| 19,3   | 30 à 44 ans  | 18,1   |
| 19,3   | 15 à 29 ans  | 17,1   |
| 16,6   | 0 à 14 ans   | 18,1   |

| Hommes | Classe d’âge | Femmes |
| ------ | ------------ | ------ |
| 0,4    | 90 ans ou +  | 1,2    |
| 7,3    | 75 à 89 ans  | 10,6   |
| 14,9   | 60 à 74 ans  | 15,7   |
| 20,9   | 45 à 59 ans  | 20,2   |
| 20,4   | 30 à 44 ans  | 19,3   |
| 17,3   | 15 à 29 ans  | 15,5   |
| 18,9   | 0 à 14 ans   | 17,4   |

## Lieux et monuments
- Église Saint-Étienne de Chaix
- Le domaine du Lugre
- Le port
- Les bords de la rivière de la Vendée

## Personnalités liées à la commune
- Henri Bazire, né en 1873 à Fontenay-le-Comte, avocat, mort pour la France en 1919 des suites des blessures infligées par les gaz[17].